# Mikrobolometr

Schemat budowy jednej komórki mikrobolemetru

Mikrobolometr – matryca bolometrów, wykonany w technologii mikromechanicznej bezpośrednio na płytce krzemowej układu scalonego. 

## Budowa
Podstawowym elementem bolometru jest płytka o grubości 0,5 μm podtrzymywana na dwóch linkach termicznych zapewniających odpowiednio wysoką rezystancję termiczną między płytką i otoczeniem. Aktywnym materiałem detektora jest tlenek wanadu naparowany na płytce. Zmiany temperatury na płytce są sygnalizowane przez monolitycznie zintegrowane obwody elektryczne położone poniżej mostka i połączone elektrycznie cienkimi warstwami metalicznymi osadzonymi na linkach termicznych.

### Mikrobolometr nadprzewodzący
Ze względu na skokową zmianę rezystancji nadprzewodnika pobliżu temperatury krytycznej T_c, uzyskuje się w tym obszarze dużą zmianę rezystancji przy małych zmianach temperatury. Dzięki odkryciu nadprzewodników temperaturowych oraz technologii mikromechanicznej nastąpił rozwój produkcji bolometrów zwiększający ich czułość i dokładność.  

## Zastosowanie
Jest stosowany między innymi w technice wojskowej do wykrywania i określania położenia obiektów cieplejszych od otoczenia, a w astronomii do wyznaczania jasności gwiazd.

### Termowizja
Jest stosowany jako element matrycy detektorów w kamerach termowizyjnych, zazwyczaj mikrobolometr niechłodzony na płytce krzemu. W kamerach osiągają czułość 0,15°C i odświeżanie z częstotliwością 6 Hz. W celu otrzymania większej dokładności, np. w celownikach termowizyjnych stosuje się mikrobolometry umożliwiające odświeżanie z częstotliwością 50 Hz i czułości termicznej około 70 mK